# Victor (New York)
Pour les articles homonymes, voir Victor.
Victor est une ville du comté d'Ontario, dans l'État de New York, aux États-Unis,. En 2010, elle comptait une population de 14 275 habitants.

## Démographie
Lors du recensement de 2020, la ville comptait une population de 15 860 habitants. 